# Jalle
Die Jalle ist ein Fluss in Frankreich, der im Département Gironde in der Region Nouvelle-Aquitaine verläuft. Sie führt abschnittsweise auch erweiterte Namen (wie z. B. Jalle de Taillan, Jalle de Canteret). Ihre Quelle liegt im Gemeindegebiet von Saint-Jean-d’Illac, entwässert im Großraum von Bordeaux generell Richtung Nordost und mündet nach rund 32 Kilometern an der Gemeindegrenze von Bordeaux und Blanquefort als rechter Nebenfluss in die Garonne. Im Unterlauf, nördlich von Bordeaux, wird sie durch verschiedenen Kanalbauten in eine Vielzahl von Wasserläufen aufgesplittet, die überwiegend der Bewässerung landwirtschaftlicher Kulturen dienen.

## Orte am Fluss
- Saint-Jean-d’Illac
- Martignas-sur-Jalle
- Saint-Médard-en-Jalles
- Le Taillan-Médoc
- Blanquefort

## Sehenswürdigkeiten
- Parc de Majolan, barocker Wasserpark, fertiggestellt um 1880 – Monument historique[3]
- Burgruine Blanquefort, 11. bis 15. Jahrhundert – Monument historique[4]
- Naturschutzgebiet Marais de Bruges

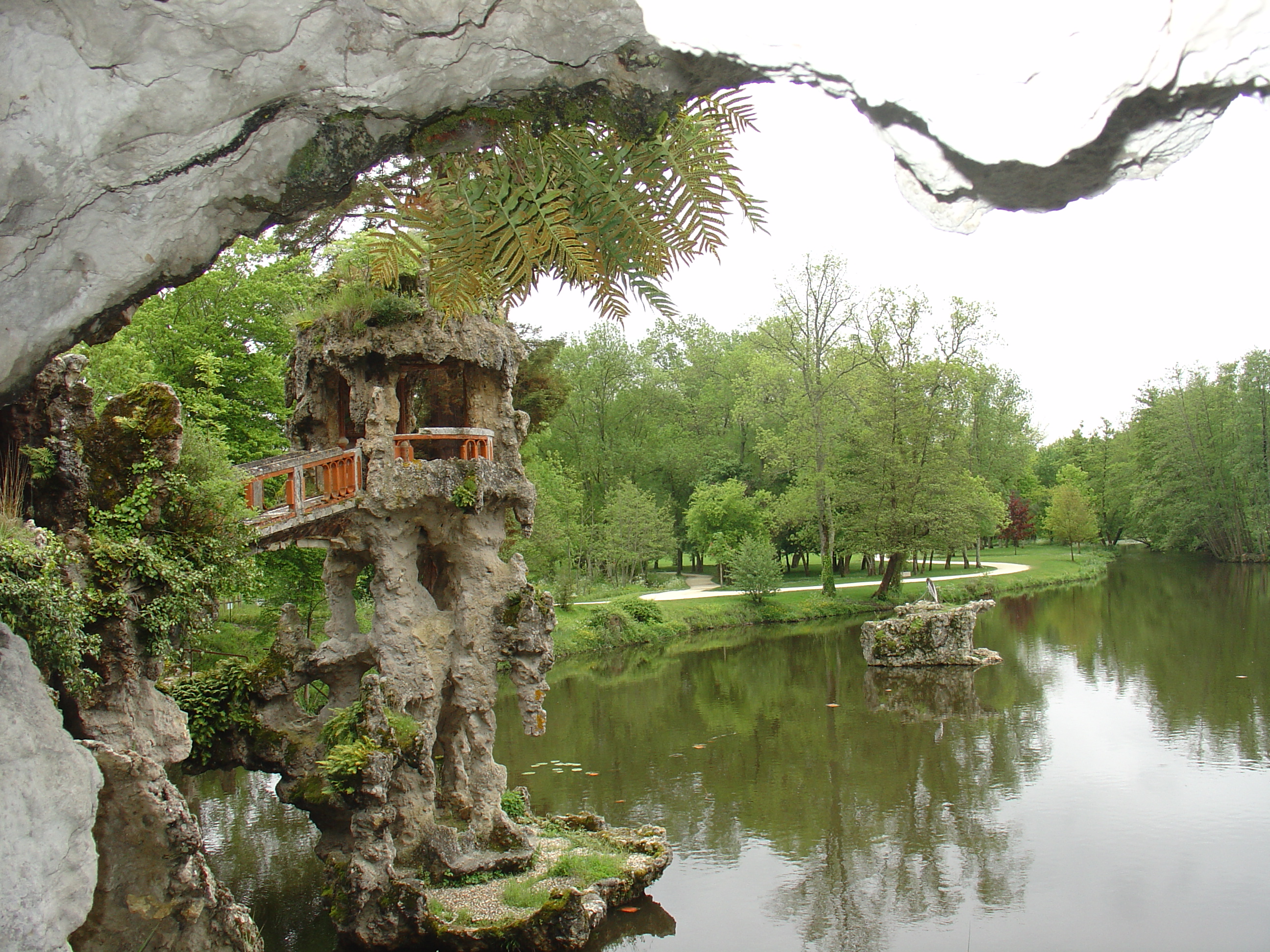
Parc de Majolan
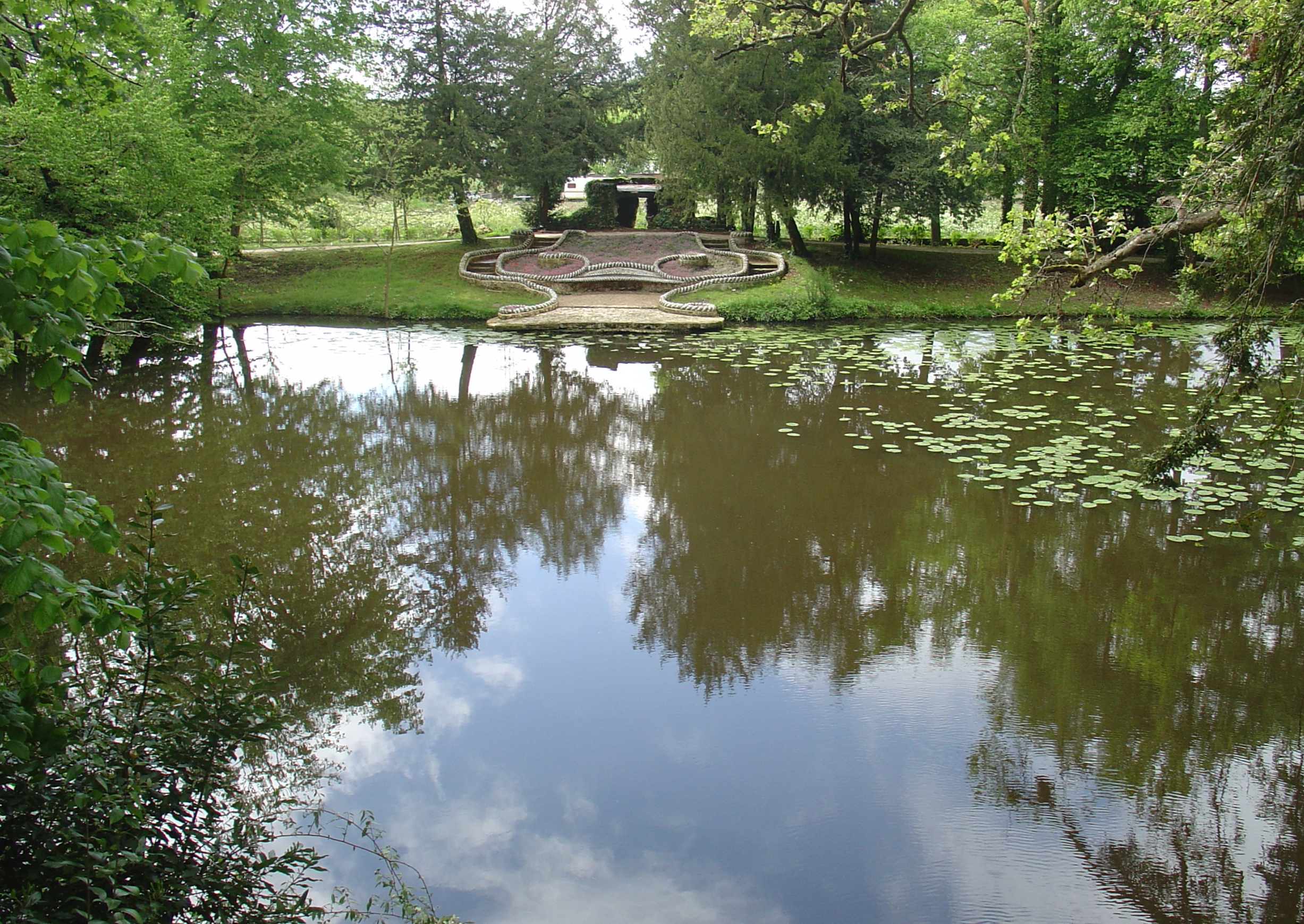
Parc de Majolan
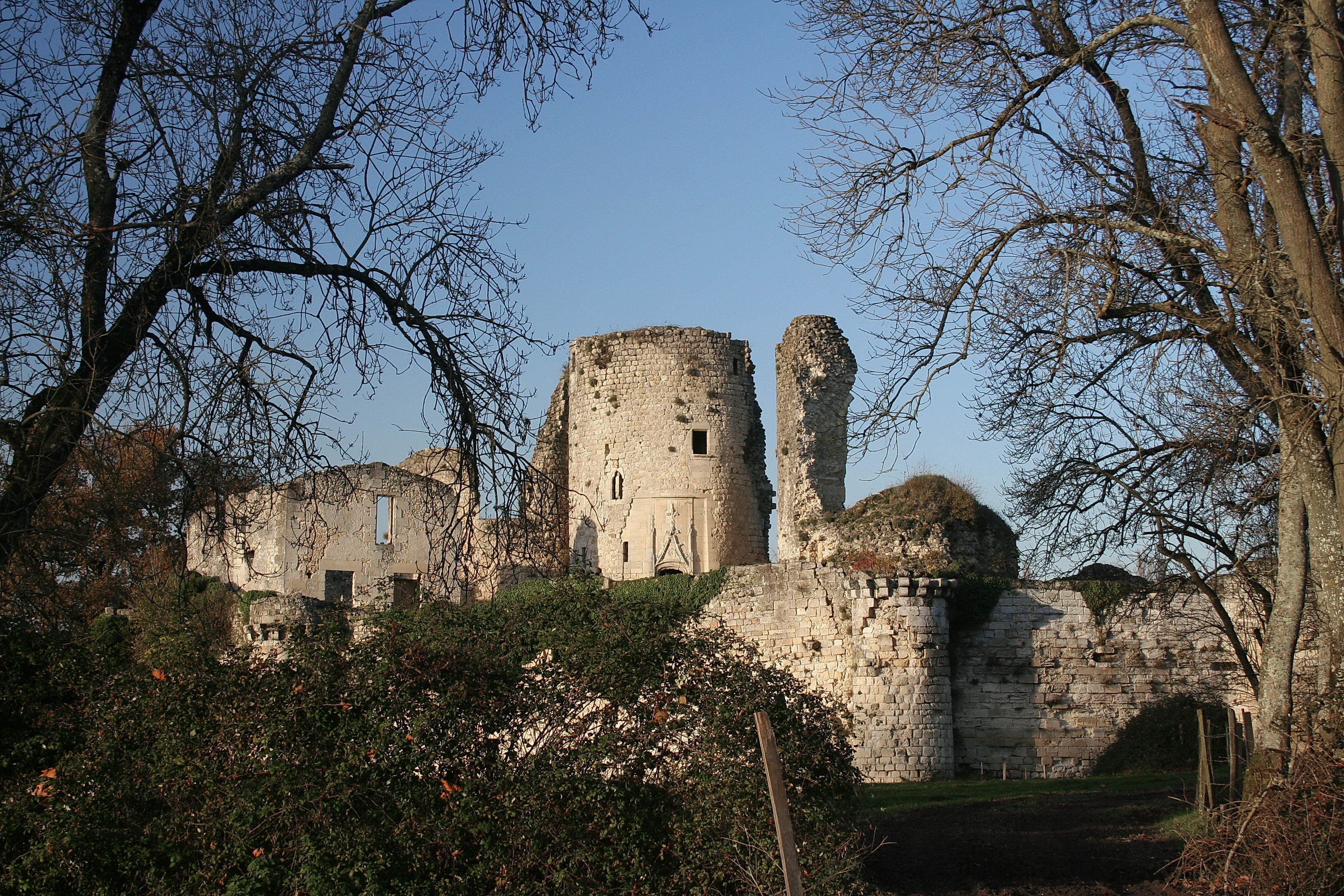
Burgruine Blanquefort
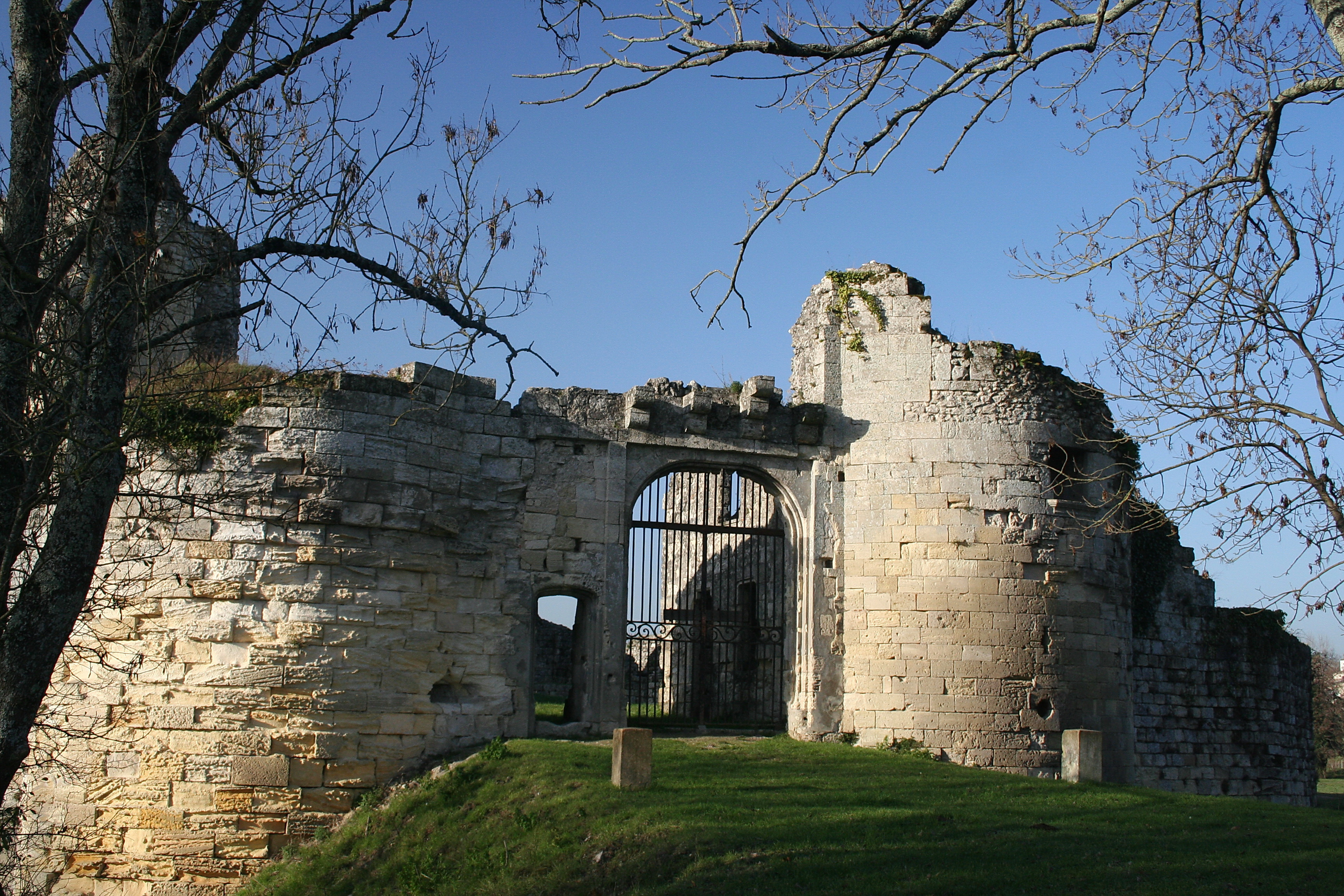
Burgruine Blanquefort